# 新庄子 (彰化縣埤頭鄉)
新庄子，原寫為新庄仔，是臺灣彰化縣埤頭鄉的一個傳統地域名稱，位於該鄉東南部。相較於今日行政區，其範圍大致與新庄村相近。

## 歷史
台灣清治末期至日治初期，新庄子地區為一街庄，稱為「新庄仔庄」，隸屬於東螺西堡。該庄北與牛稠仔庄為鄰，東與溪洲庄為鄰，南邊為溪墘厝庄，西邊為斗六甲庄。
1901年（日治明治三十四年）11月，全台廢縣廳改設二十廳，該庄隸屬於彰化廳。1903年（明治三十六年）6月，該庄編入「小埔心區」，隸屬於彰化廳。1909年（明治四十二年）10月，合併二十廳為十二廳，小埔心區改隸屬於臺中廳。1920年（大正九年），廢廳、支廳、區、街庄（舊制）改設州、郡、街庄（新制）、大字，該庄改制並雅化為「新庄子」大字，隸屬於臺中州北斗郡埤頭庄。
戰後埤頭庄改制為埤頭鄉，隸屬於臺中縣，大字亦改制為村。1950年10月，中、彰、投分治，埤頭鄉改隸屬彰化縣。

## 聚落
本地區發展較早的聚落為位於中部偏東的主聚落新庄仔，在日治期初期的官方地圖上已有記載。

## 交通
國道1號又稱「中山高速公路」，是貫穿台灣西部的兩條縱向高速公路之一，大致以北北東—南南西走向經過新庄子地區東南部。北斗交流道即在東北郊，可與其北側的縣道150號以引道相連，並與其南側的鄉道彰183線、縣道152號、省道台1線以溪州連絡道相連。由此可快速前往國道1號沿線各地。
縣道152號（溪林路）是大城鄉公館至名間的道路，大致以西南—東北走向到達本地區極南點後，沿本地區南部東側凸出部分的南側邊界地帶而行，經國道1號高架橋下及其兩側之北斗交流道溪州連絡道路口，至接近本地區東南角處轉東南東出境。由該道路向西南轉西微南再轉西北可前往竹塘、大城並止於省道台17線路口，向東南東可前往溪州、二水、名間並止於省道台3線路口。
鄉道彰180線（光華路）是斗六甲至新莊的道路，其東側端點位於新庄仔聚落中部偏南的鄉道彰183線路口。由此向西南至本地區西南部邊界，轉西北西再轉西南西再轉西微南沿本地區西部北側凸出部分的南側邊界而行，出境後可前往斗六甲並止於鄉道彰185線路口。
鄉道彰183線（芙朝路、新庄路）是連交厝至瓦厝的道路，其南側端點位於本地區東南角地帶。由此向北北西轉西北沿本地區東部邊界而行，經國道1號高架橋下及其兩側之北斗交流道溪州連絡道路口，因邊界線北移而入境，其後轉北北西進入新庄仔聚落後，轉西北經鄉道彰180線終點路口後繞大彎轉北北東再轉北北西出聚落，過莿仔圳埤新庄橋後轉北出境，可前往牛稠子、牛稠子與三塊厝交界地帶、三塊厝與連交厝交界地帶、連交厝並止於鄉道彰152線路口。
鄉道彰184線（福德路）是四戶子至溪墘厝的道路，其東側端點位於本地區極南點的縣道152號路口。由此向西北西沿邊界行一小段路後，因邊界線北移而出境，可前往溪墘厝北部凸出部分、斗六甲、大湖厝東部近邊界地帶南側並止於縣道145號路口。